# Dalian
Dalian — 大連 en xinès, Dàlián en pinyin, Дальний en rus, Dairen en japonès— és una gran ciutat, el port més important de la província de Liaoning, situat al sud de la península de Liaodong, i el segon més important de la República Popular de la Xina després del de Xangai. Població (2007), 6.080.000 habitants, incloent-hi una població flotant d'uns 4 milions de persones.
Està situada en la part més estreta de la península, envoltada de muntanyes, banyada a l'oest per la Mar de Bohai i a l'est per la Mar Groga. Està integrada per deu districtes i comtats, inclosa la històrica ciutat portuària de Lüshun, una important base naval, i diverses zones franques i obertes al desenvolupament tecnològic, comercial i turístic.
L'àrea urbana té un total de 1.906 km de costa, abasta una superfície de 12.574 km² i la seva posició estratègica ha fet que serveixi de port a dues importants ciutats interiors del país: Pequín (Pequín) i Tianjin, i és el major port comercial de l'industrialitzat nord-est de la Xina.
Dalian és una de les ciutats més actives de la Xina: constitueix un punt clau per a l'exportació dels pous de petroli de Daqing (província de Heilongjiang), ja que al port poden atracar grans petroliers i disposa d'àmplies drassanes. En aquesta ciutat portuària també floreixen el comerç, la indústria i el turisme, a més de ser el centre agrícola (pomes, préssecs, cireres, raïms, flors i altres vegetals), financer i pesquer de la zona (marisc i productes d'aqüicultura).
Entre les indústries destaquen les següents: petroquímica, electrònica, tèxtil, maquinària i equips de transport, metal·lúrgica, processament d'aliments, farmacèutica i de la construcció. Són abundants la pedra calcària i les reserves de diamant. Des de 1988 se celebra a la ciutat un Festival Internacional de Confeccions i Moda, de gran fama dins del país.
Les seves connexions ferroviàries s'estenen fins al nord-oest i el nord de la Xina, i el 1990 es va concloure la construcció d'una autopista de 375 km que connecta la ciutat amb Shenyang, la capital i ciutat més important de la província de Liaoning.

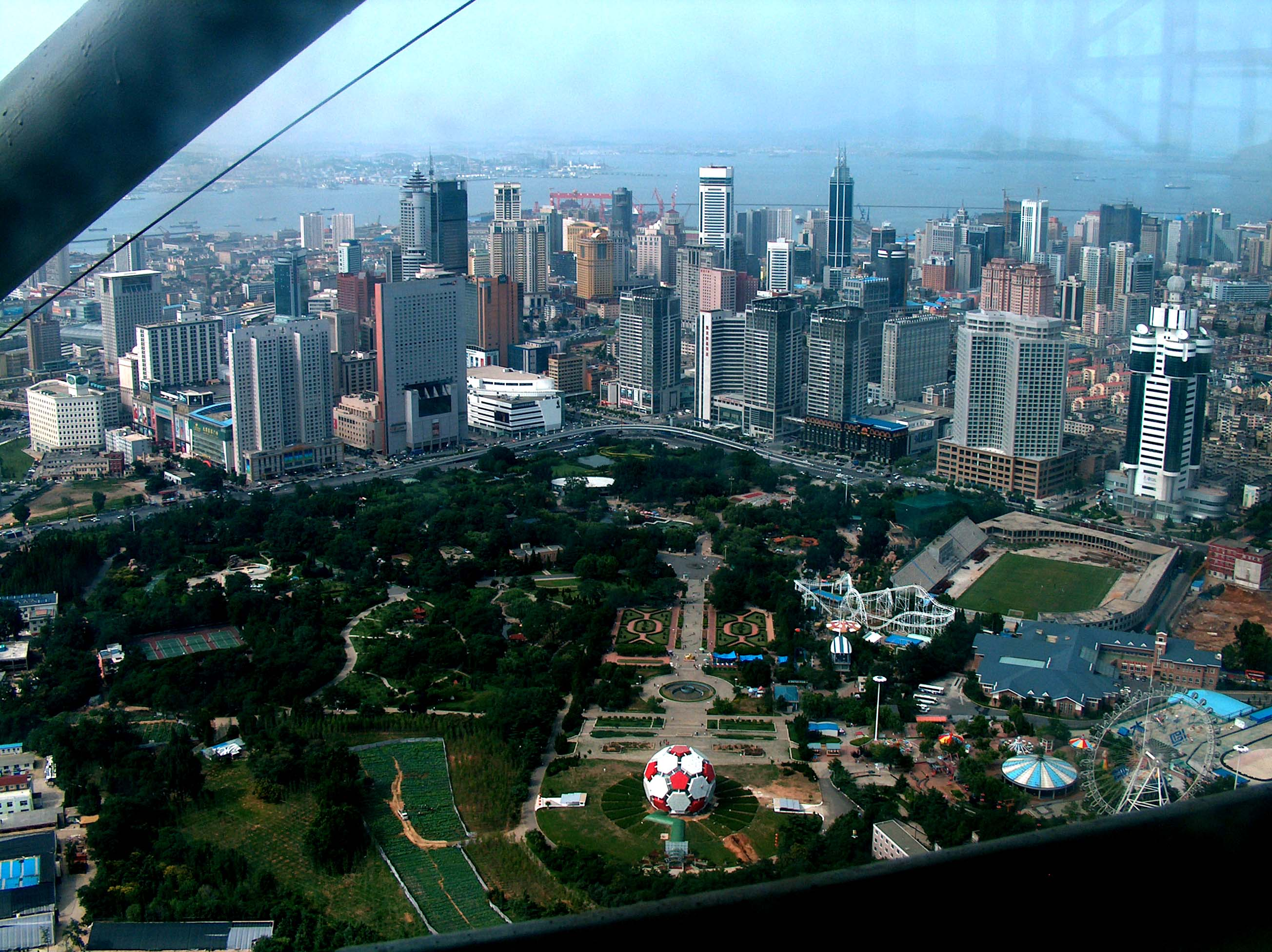
Panorama de la ciutat de Dalian (2003).

## Història
Va formar part de l'estat de Yan durant el període de Primaveres i Tardors. Durant el període de Weijing (220-420) la zona de Dalian s'anomenava "les tres muntanyes ", sota la dinastia Tang (618-907) es va anomenar "boca del riu de tres muntanyes", i sota les dinasties Ming i Qing es deia "el port de tres muntanyes " o "el port de fang blau". En temps dels Qing va esdevenir ciutat. Es van construir diversos ponts i plataformes per a canons. El nom oficial de Dalian el va rebre el 1899.
La història de Dalian ha estat molt relacionada amb la de Lüshun, ciutat situada al sud-oest de Dalian, igualment en la costa, a uns 30 km de distància, que era un port important ja el segle VI: els anglesos el van ocupar el 1858 i els xinesos el van fortificar com a base naval en la dècada de 1880; els japonesos el van atacar i va passar a estar sota el seu control el 1895.
A conseqüència del tractat de Liaodong, la zona va passar a mans russes, junt amb altres regions limítrofes de la península; durant el domini de Rússia (1898-1905), Lüshun va passar a dir-se Port Arthur; els russos van considerar la regió com un punt estratègic en oferir accés a l'oceà Pacífic durant tot l'any, i va ser àmpliament refortificat per a ús naval. En aquesta època, Dalian va passar en cas de ser un petit port pesquer a un modern port comercial que els russos van denominar Dalny (Дальний), localitzat al sud de la línia ferroviària de Manxúria.
Mitjançant el tractat de Portsmouth, que va posar fi a la Guerra russo-japonesa, el territori de la península de Liaodong va passar a control japonès i va canviar el seu nom pel de Guangdong. Alhora, els japonesos van rebatejar Dalian com Dairen, i la ciutat va ser ampliada i modernitzada; el 1937 va substituir Lüshun com la capital de Guangdong i durant la dècada de 1930 i principis de la de 1940 va esdevenir el principal port de la zona de Manxúria controlada pels japonesos.
A partir de la derrota del Japó en la II Guerra Mundial, ambdós ports van passar a estar sota el control conjunt xinès-soviètic el 1945. El 1950, Dalian va ser rebatejada com a ciutat de Lüda (o Lü-ta), contracció de les primeres síl·labes de "Dalian" i de la zona portuària veïna coneguda com a "Lǚshùnkǒu". El 1981, va recobrar el nom original de Dalian.
La Xina va recuperar la plena sobirania el 1955. Lüshunkou va tornar a ser una base naval xinesa i Dalian va passar a ser una important zona industrial a finals de la dècada de 1950 i durant la dècada de 1960. En la dècada de 1970, Dalian va esdevenir el port petrolier més important de la Xina i, el 1985, va ser designada per dur a terme un pla preferencial de desenvolupament econòmic. Avui és també una important destinació turística dins de la Xina a causa del seu aspecte net i ordenat i densitat de població a la baixa: compta amb moderns hotels, instal·lacions recreatives, platges i parcs pròxims.

## Personatges il·lustres
- Li Zhensheng (xinès: 李振盛) (1940 - 2020) va ser un fotoperiodista que va capturar algunes de les imatges més rellevants de la Revolució Cultural de la Xina.

## Clima
La ciutat gaudeix d'un clima continental humit influït pel monsó (Classificació de clima Köppen Dwa), caracteritzat per estius humits a causa del monsó asiàtic de l'Est, i fred, ventós, amb hiverns secs que reflecteixen la influència de l'anticicló siberià. Les temperatures mitjanes mínimes el gener estan al voltant de -6 °C, mentre les temperatures mitjanes màximes el juliol estan al voltant de 27 °C.
| Mes                           | Gen | Feb | Mar | Abr | Mai | Jun | Jul | Ago | Sep | Oct | Nov | Dec |
| ----------------------------- | --- | --- | --- | --- | --- | --- | --- | --- | --- | --- | --- | --- |
| Mitja temperatures màximes °C | 0   | 2   | 7   | 15  | 20  | 24  | 27  | 27  | 24  | 18  | 10  | 3   |
| Mitja temperatures mínimes °C | -6  | -4  | 1   | 7   | 13  | 18  | 21  | 22  | 18  | 11  | 3   | -3  |
| Font: MSN Weather             |     |     |     |     |     |     |     |     |     |     |     |     |